# SANAA
Este artículo se refiere al estudio de arquitectura japonés. Para el artículo sobre la ciudad yemení, véase Saná.

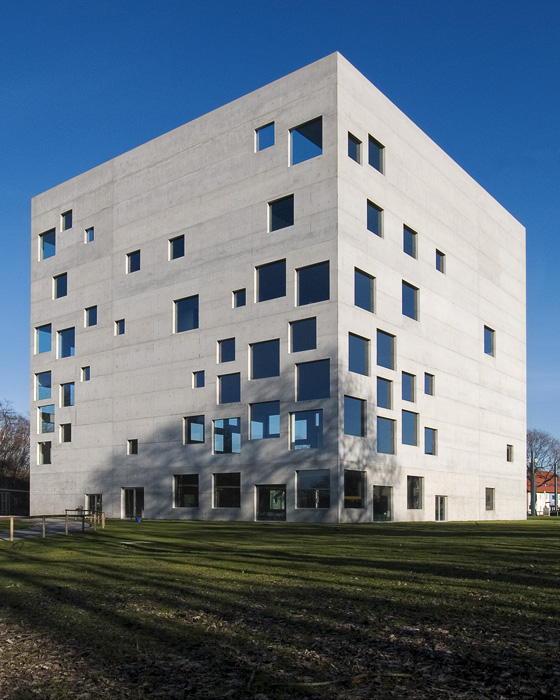
Escuela de Diseño Zollverein, Essen, Alemania (2003-2006).

SANAA (Sejima + Nishizawa y Asociados) es una firma de arquitectos con sede en Tokio. Fue fundada por Kazuyo Sejima y Ryue Nishizawa y ha sido galardonada con el Premio Pritzker de Arquitectura 2010, el más importante galardón otorgado internacionalmente a arquitectos por el conjunto de su obra. Ese mismo año concluyeron la construcción del Rolex Learning Center. Coincide también este mismo año con la designación de Kazuyo Sejima como directora de la Bienal de Arquitectura de Venecia, tras haber ganado con anterioridad el León de Oro en la edición de 2004.

## Proyectos
Entre los proyectos de arquitectura destacados del estudio japonés se encuentran los siguientes:
- Multimedia Studio - de 1995 a 1996 - Gifu, Japón
- Museo N - 1995 - 1997 - Wakayama, Japón
- Museo O - 1995 - 1999 - Nagano, Japón
- Casa S - 1995 - 1996 - Okayama, Japón
- Casa M - 1996 - 1997 - Tokio, Japón
- K Edificio de oficinas - 1996 a 1997 - Ibaraki, Japón
- Park Café - 1997 - 1998 - Ibaraki, Japón
- Welfare Center - 1997 - Kanagawa, Japón
- Museo de Arte Contemporáneo de Sídney (No construido/Sólo Proyecto) - 1997-1999 - Sídney, Australia
- Centro para el Campus del Instituto Tecnológico de Illinois (No construido/Sólo Proyecto) - 1998 - Chicago, Illinois
- Teatro De Kunstlini y Centro Cultural - de 1998 a la actualidad - Almere, Países Bajos
- Propuesta para la Recuperación del Centro Histórico de Salerno. 1.er premio - 1999 - Actualidad - Italia
- Museo de Arte Contemporáneo del siglo XXI en Kanazawa. 1.er premio - 1999-2004 - Kanazawa, Ishikawa, Japón
- Lumiere Park Café - 1999 - Actualidad - Almere, Países Bajos
- Prada Beauty - 2000 - Arezzo, Italia
- Instalación del Pabellón de Japón para la Bienal de Venecia - 2000 - Venecia, Italia
- Edificio Christian Dior Omotesando - 2001 - 2003 - Tokio, Japón
- Pabellón de vidrio en el Museo de Arte de Toledo - 2001 - 2006 - Toledo, Ohio
- Nuevo Museo de Mercedes Benz (No construido/Sólo Proyecto) - 2002 - Stuttgart, Alemania
- Ampliación del Museo Rietberg (No construido/Sólo Proyecto) - 2002 - Zúrich, Suiza
- Ampliación del Instituto Valenciano de Arte Moderno - 2002 - Primer Premio - No construido Valencia, España
- Tienda Issey Miyake de Naoki Takizawa - 2003 - Tokio, Japón
- Escuela de Diseño Zollverein - 2003 - 2006 - Essen, Alemania
- Terminal de Transbordadores de Naoshima - 2003 - 2006 - Kagawa, Japón
- New Museum - 2003 - 2007 - Nueva York, Estados Unidos
- Edificio de Oficinas de Novartis - 2003 - Basilea, Suiza
- Casa para la Exposición Internacional de Arquitectura en China (CIPEA, China International Practical Exhibition of Architecture) - 2004 - Actualidad - Nankín, China
- Rolex Learning Center de la EPFL. 1.er premio - 2005 - 2010 - Lausana, Suiza
- Pabellón en la Serpentine Gallery - 2009 - 2010 - Kensington Gardens, Londres, Reino Unido
- Museo Louvre-Lens - 2012 - Lens, Francia
- Housing Blocks Paris. 1.er premio - París, Francia
- Shibaura House - (2010-2011) - Tokio, Japón.
- La Samaritane. Renovación del depart-store La Samaritane en París. 2012 - Actualidad - París, Francia
- Nuevo Campus SANAA de la Universidad Bocconi - 2019 - Milán, Italia
- Ludwig Museum / National Gallery. Primer premio. 2015 - Actualidad - Budapest, Hungría
- Sydney Modern Gallery (extensión) Primer premio. 2015 - Actualidad - Sídney, Australia
- Grace Farms. 2015 - New Canaan, Connecticut, EUA

## Premios destacados
- 1998 Premio del Instituto de Arquitectura de Japón (Estudio Multimedia).
- 2004 León de Oro de la 9.ª Bienal de Venecia por la obra más significativa de la exposición 'Metamorph' (Museo de Arte Contemporáneo del siglo XXI en Kanazawa y Ampliación del Instituto Valenciano de Arte Moderno).
- 2006 Premio del Instituto de Arquitectura de Japón, Tokio, Japón.
- 2010 Premio Pritzker de Arquitectura[2][3]
- 2016 2014/2015 Mies Crown Hall Americas Prize (MCHAP) por el proyecto Grace Farms en New Canaan, Connecticut.

## Galería

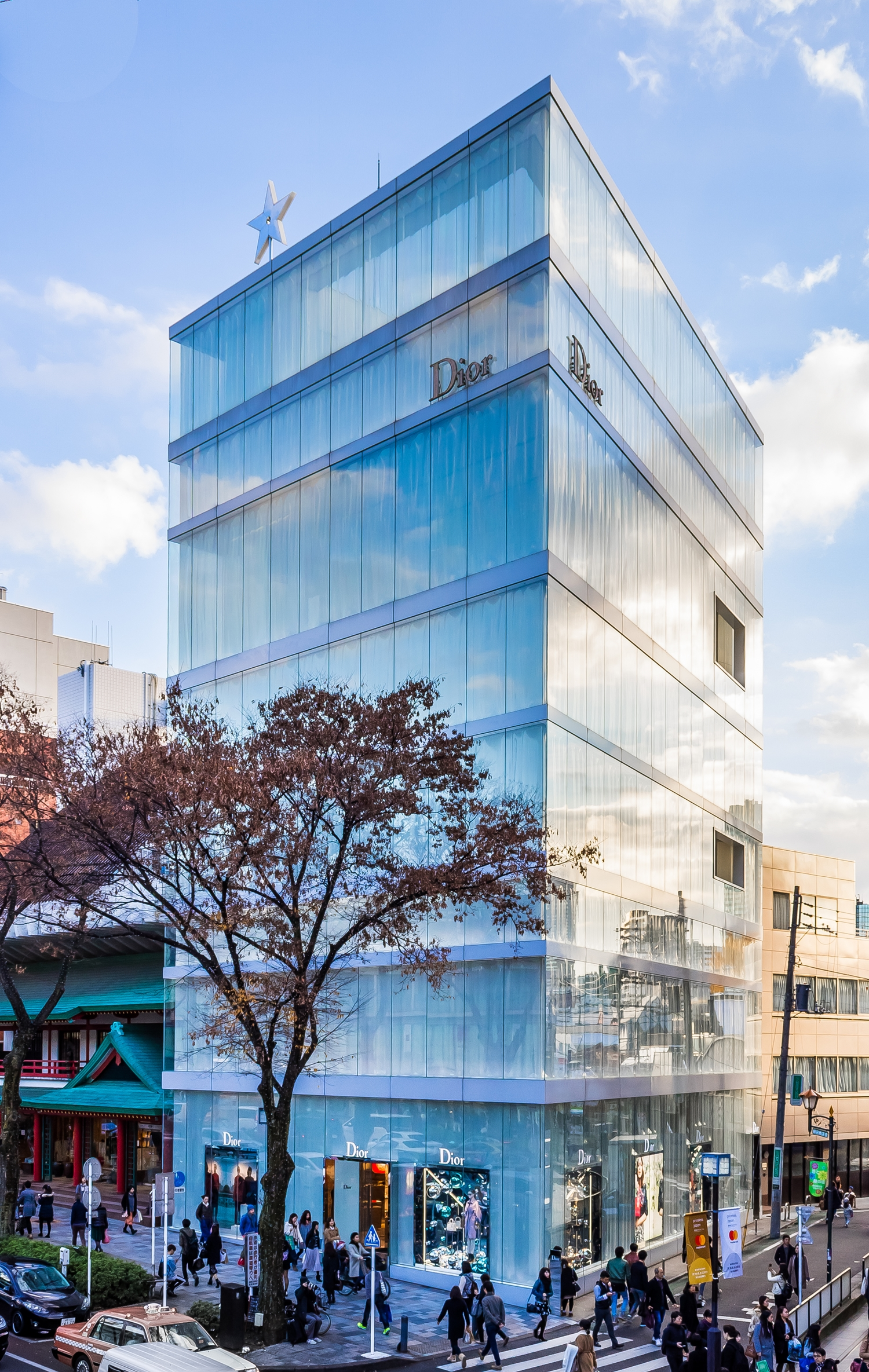
Dior Omotesando, 2004
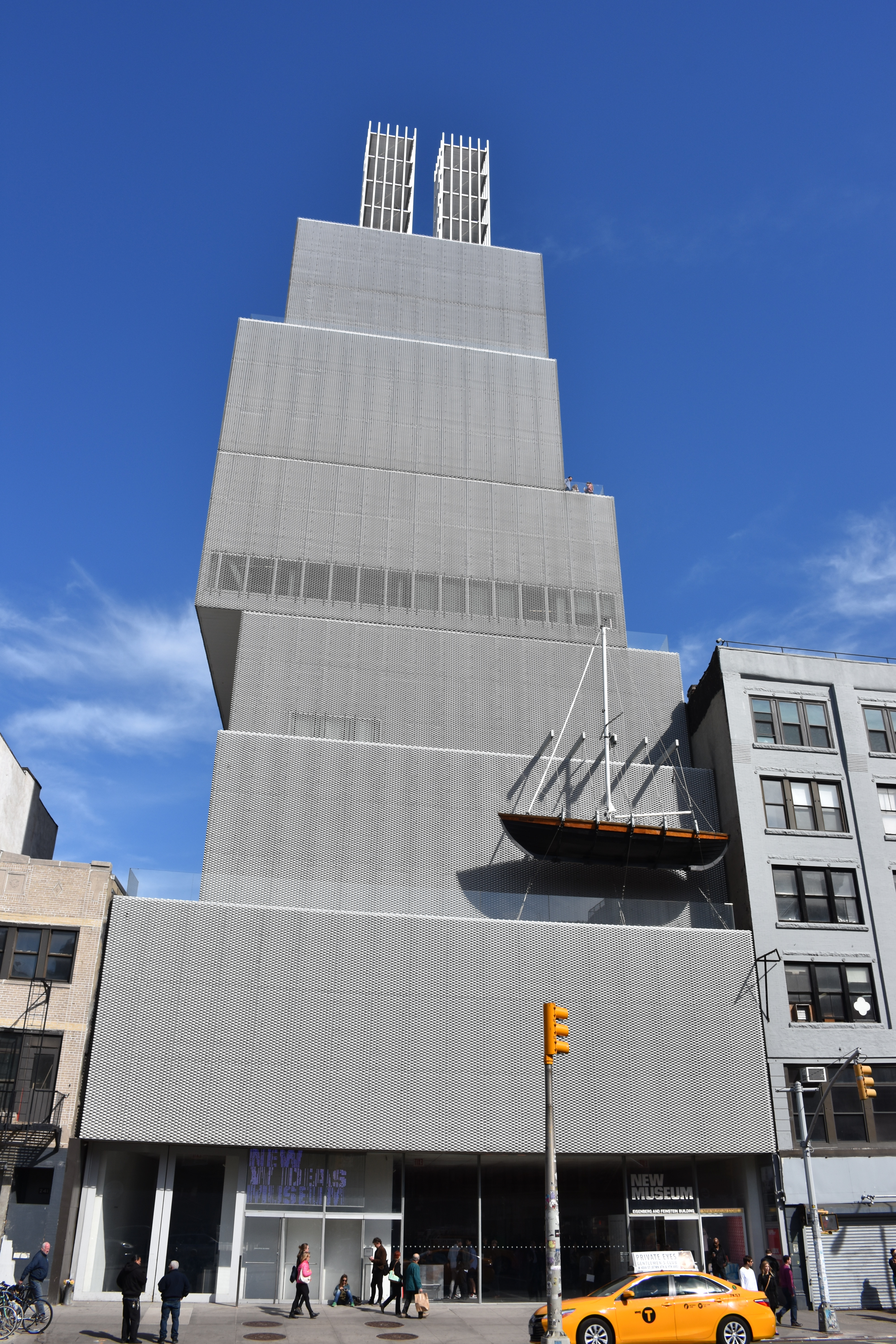
New Museum, 2007
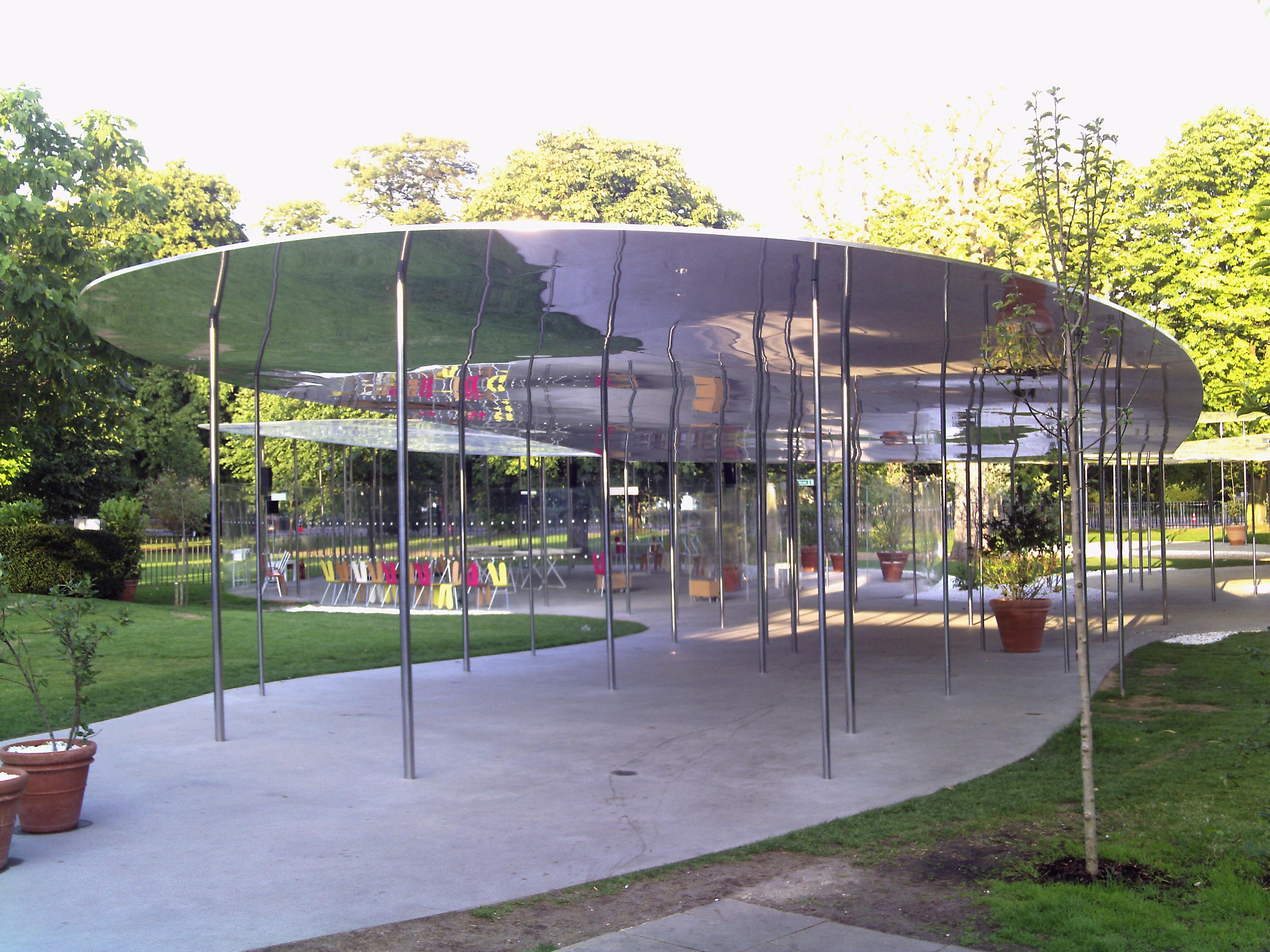
Pabellón en la Serpentine Gallery, 2009
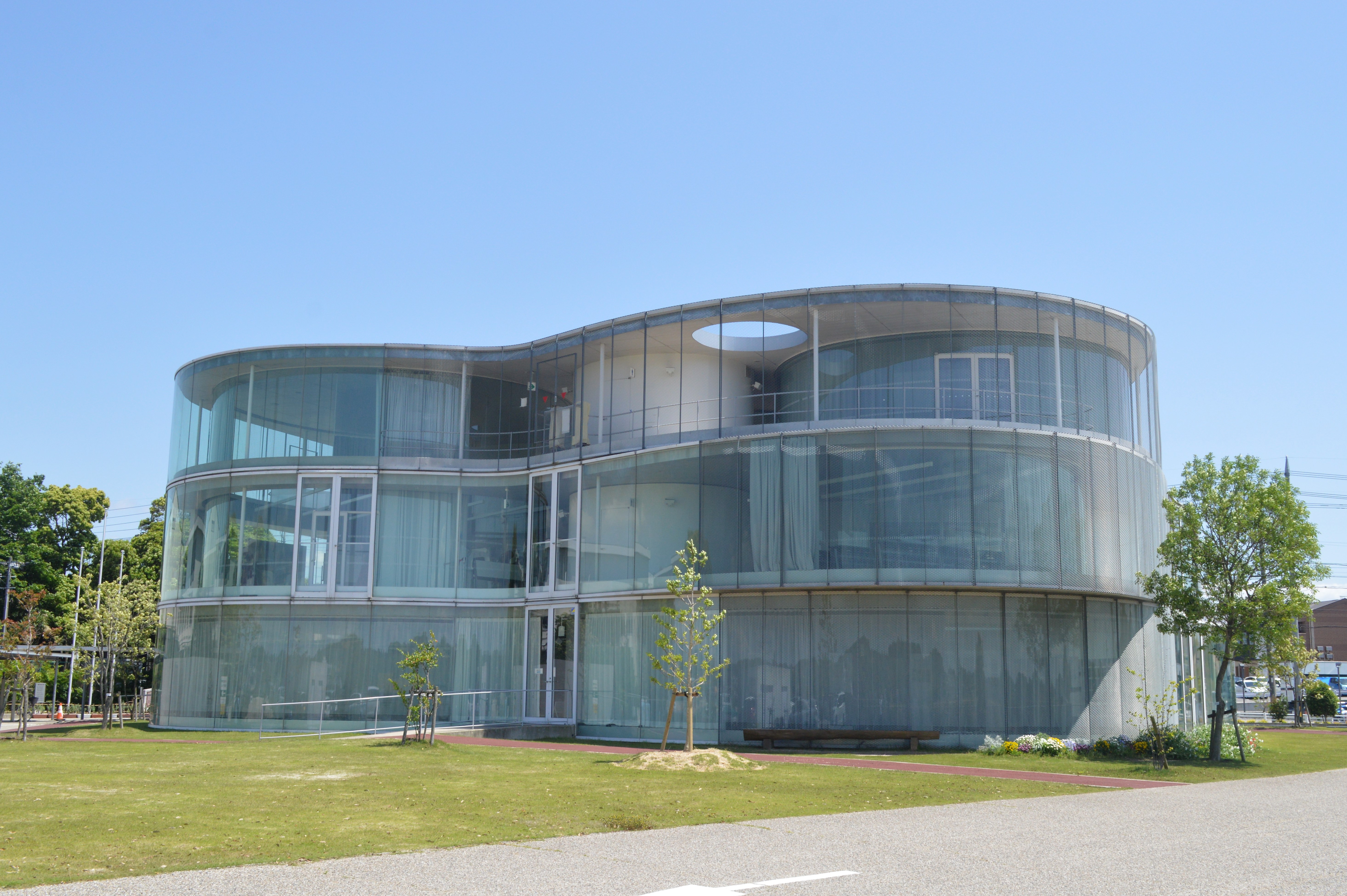
Aizuma Center, 2010
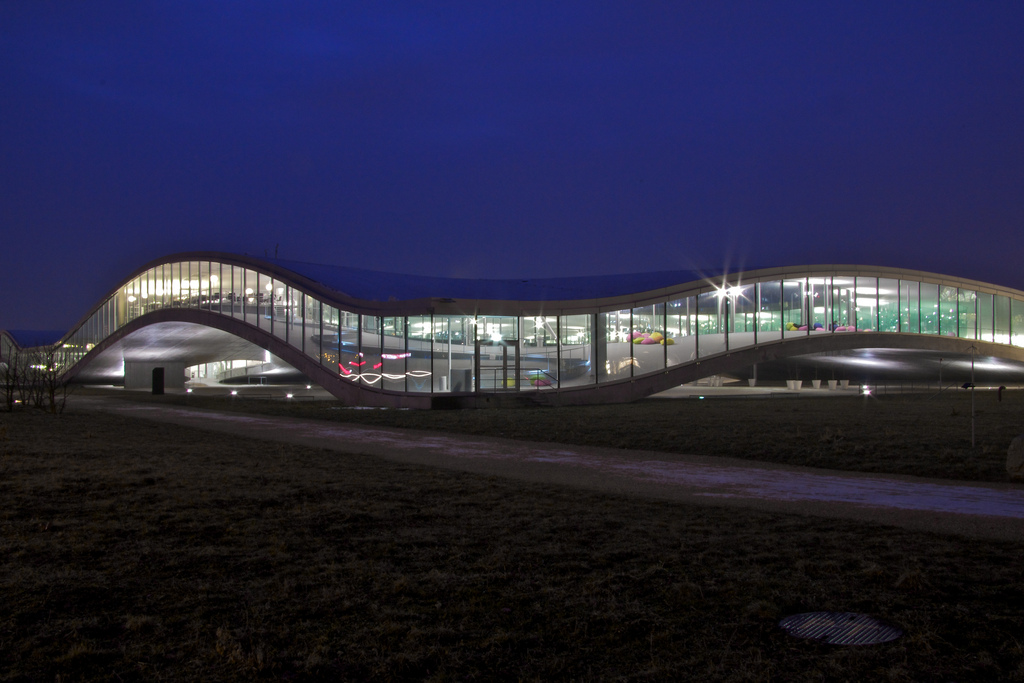
Rolex Learning Center, 2010
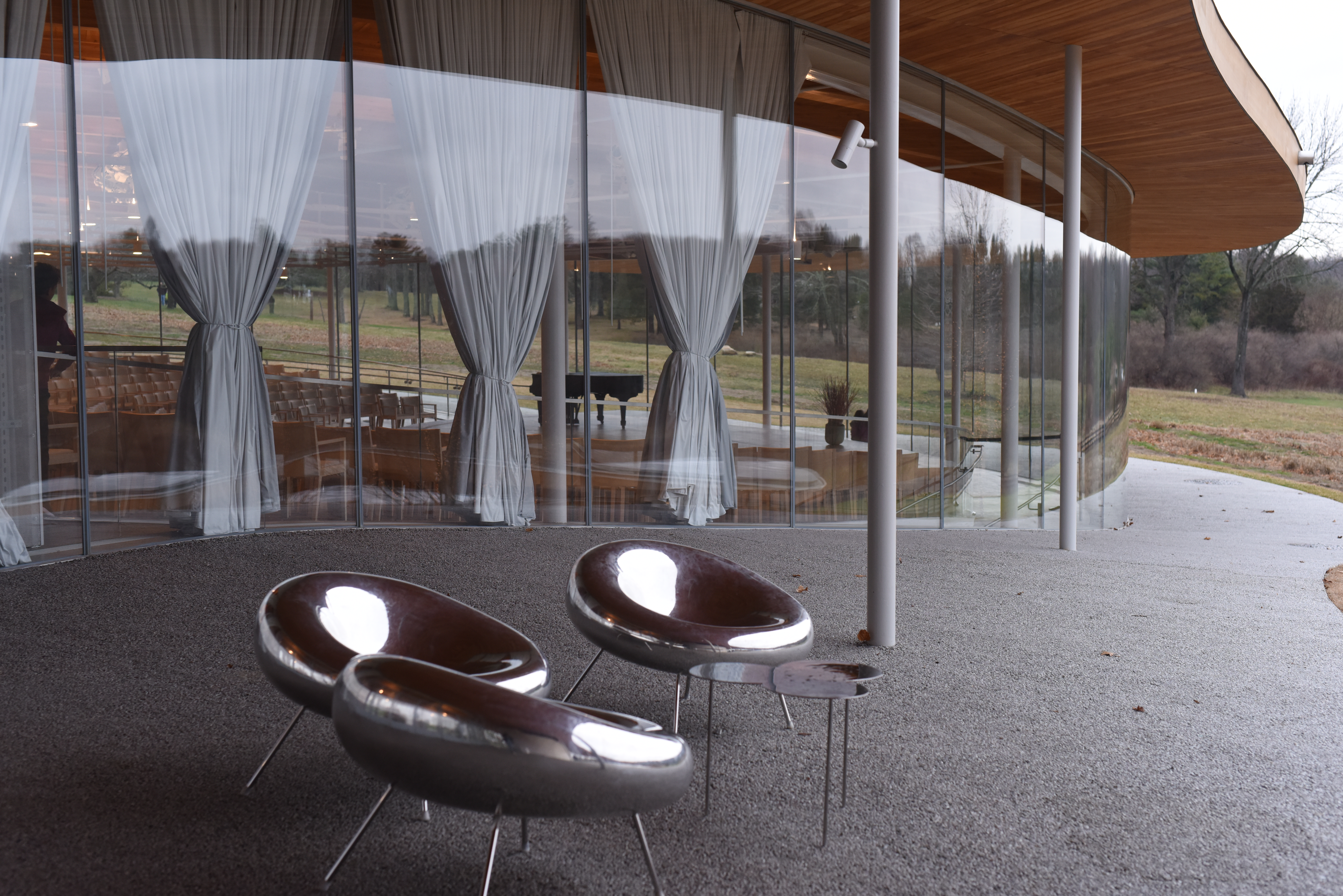
Grace Farms, 2015